# 朗村 (杜省)
朗村（法語：Rang，法語發音：[ʁɑ̃] ⓘ）是法国杜省的一个市镇，属于蒙贝利亚尔区。

## 地理
朗村（47°25'35"N, 6°33'46"E）面积10.32 平方千米，位于法国勃艮第-弗朗什-孔泰大區杜省，该省份为法国东部内陆省份，北起上索恩省，西接汝拉省，东部及东南部与瑞士接壤，东北部与贝尔福地区省接壤。
与朗村接壤的市镇（或旧市镇、城区）包括：芒斯南、昂特伊、阿普南、杜河畔利勒、杜河畔蓬皮埃尔、圣乔治阿尔蒙。
朗村的时区为UTC+01:00、UTC+02:00（夏令时）。

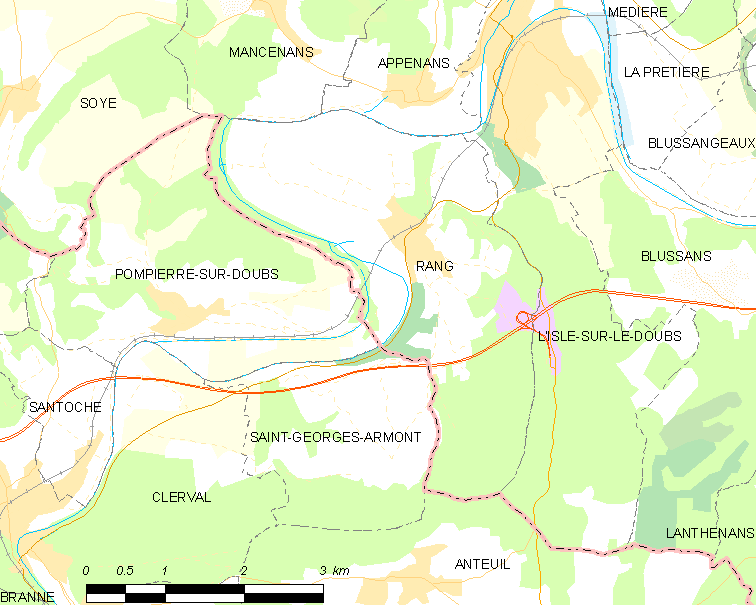
朗村的OSM定位图

## 行政
朗村的邮政编码为25250，INSEE市镇编码为25479。

## 政治
朗村所属的省级选区为巴旺县。

## 人口

1962-2008年间朗村人口变化图示

朗村于2022年1月1日时的人口数量为389人。